# Emil Hallfreðsson
Emil Hallfreðsson, född 29 juni 1984 i Hafnarfjörður, är en isländsk fotbollsspelare (yttermittfältare) som spelare för italienska Padova.

## Karriär
Hallfreðsson var en av de tongivande spelarna i isländska FH Hafnarfjarðar när de vann sitt första isländska mästerskap 2004. Han flyttade till engelska Tottenham Hotspur FC, men då han inte fick speltid i A-laget blev han utlånad till Malmö FF, där han under Allsvenskan 2006 spelade 19 matcher och gjorde 5 mål. Han återvände till Tottenham men fick fortsättningsvis lite speltid trots de goda insatserna i Malmö FF. 2007 bytte han klubb han till norska FC Lyn, men efter blott en spelad match blev han såld till Reggina Calcio i Italien.

## Meriter

### Klubb
FH Hafnarfjarðar
- Úrvalsdeild: 2004
- Deildabikar: 2004